# Болденберг (Арканзас)
Болденберг (енгл. Waldenburg) град је у америчкој савезној држави Арканзас.

## Демографија
По попису из 2010. године број становника је 61, што је 19 (-23,8%) становника мање него 2000. године.
| Група             | 2000.      | 2010.      |
| Белци             | 75 (93,8%) | 60 (98,4%) |
| Афроамериканци    | 4 (5,0%)   | 1 (1,6%)   |
| Азијати           | 0 (0,0%)   | 0 (0,0%)   |
| Хиспаноамериканци | 0 (0,0%)   | 0 (0,0%)   |
| Укупно            | 80         | 61         |